# Staatsmonumenten in New Mexico
Dit is een lijst van staatsmonumenten gelegen in de staat New Mexico (Verenigde Staten).
- Jemez State Monument (midnoord New Mexico)
- Coronado State Monument (centraal New Mexico)
- Fort Sumner State Monument (midoost New Mexico)
- El Camino Real International Heritage Center (centraal New Mexico)
- Lincoln State Monument (zuid New Mexico)
- Fort Selden State Monument (zuid New Mexico)